# Langenargen
Langenargen là một thị trấn thuộc huyện Bodensee ở bang Baden-Württemberg, Đức.

## Địa phương kết nghĩa
Langenargen kết nghĩa với các địa phương:
- Arbon, Thụy Sĩ (1963)
- Höckendorf, Đức (1990)
- Bois-le-Roi, Seine-et-Marne, Pháp (1991)
- Noli, Ý (2005)